# Baba Metsia
Baba Metsia of Bava Metsia (Hebreeuws: בבא מציעא, letterlijk middelste poort) is het tweede traktaat (masechet) van de Orde Neziekien (Seder Neziekien) van de Misjna en de Talmoed. Het beslaat tien hoofdstukken.
Het traktaat Baba Metsia bevat wetsbepalingen over het eigendomsrecht, koop en verkoop, gevonden voorwerpen, over rente- en woekerverbod, over ruilen, huren, lenen, pachten, overmacht, algemeen en privaat grondbezit.
Baba Metsia bevat Gemara (rabbijns commentaar op de Misjna) in zowel de Babylonische als de Jeruzalemse Talmoed. Het traktaat bevat 119 folia in de Babylonische Talmoed en 37 in de Jeruzalemse Talmoed.